# Catana
Katana (katana (刀)) é uma tradicional espada japonesa (日本刀, nihontō) que foi usada pelos samurais do Japão antigo e feudal. A katana é caracterizada por: uma lâmina curva de um único fio, com uma guarda (tsuba) circular ou esquadrada e um cabo longo para acomodar duas mãos.
No entanto, esta palavra foi incorporada na língua portuguesa no século XVI, após a chegada dos portugueses ao Japão. Por essa razão, nestes quase quinhentos anos, essa palavra foi perdendo a sua pronúncia japonesa aportuguesando-se e ganhando novos sentidos em português, especialmente nas variantes europeia, africana e asiática, designando uma variedade de objectos como espadas, sabres ou facões. Com o renovar do interesse pela cultura nipónica nos vários países de língua portuguesa, nos últimos anos, a palavra katana reforçou o seu sentido original. Surgida no Período Muromachi, era a arma padrão dos samurais e uma das suas variantes, a wakizashi, era usada pelos ninjas. É utilizada para a prática do kenjutsu, a arte de manejar a espada. Tem gume apenas de um lado, e sua lâmina é ligeiramente curva. Era usada tradicionalmente pelos samurais, acompanhada da wakizashi (脇差). A katana era usada em campo aberto, enquanto a wakizashi servia para combate no interior de edifícios.
Apesar dos samurais terem desenvolvido tradicionalmente a esgrima usando uma espada manejada pelas duas mãos juntas, existem estilos de kenjutsu que possuem técnicas com ambas as espadas ao mesmo tempo, como por exemplo o Tenshin Shoden Katori Shinto Ryu e o Niten Ichi Ryu de Miyamoto Musashi. Em sua obra Gorin no Sho (O Livro dos Cinco Anéis), Musashi advoga o uso das duas espadas, dizendo ser "indigno do samurai morrer com uma espada ainda embainhada". O conjunto das duas armas chama-se daisho (大小), literalmente "grande e pequeno", e podia ser usado apenas pelos samurais, representando seu prestígio social e honra pessoal. A diferença entre a espada ninja (ninja-to) e a katana samurai se dá na sua forma. Sendo que a ninja tem semblante majoritariamente reto como sua a ponta, já a samurai possui uma leve curvatura e ponta semi-curva. Isso se dá a diferença de que o ninja carrega comumente sua espada nas costas, portanto um corte vertical de cima para baixo, e o samurai levar sua espada na altura da cintura realizando um corte transversal de baixo para cima ou horizontal.
A katana era muito mais do que uma arma para um samurai: era a extensão de seu corpo e de sua mente. Forjadas em seus detalhes cuidadosamente, desde a ponta, até a curvatura da lâmina eram trabalhadas totalmente a mão. Assim, os samurais virtuosos e honrados faziam de sua espada uma filosofia de vida. Para o samurai, a espada não era apenas um instrumento de matar pessoas, mas sim uma forma de fazer a justiça e ajudar as pessoas. A espada ultrapassava seu sentido material; simbolicamente, era como um instrumento capaz de "cortar" as impurezas da mente. Havia ainda um sabre pequeno, chamado tantô, que era utilizado não apenas para combates, mas também para o ritual do haraquiri (suicídio honroso). A diferença básica entre as três era o tamanho, tendo a katana um comprimento de 60 ~ 90 cm de lâmina (hamon); a Wakizashi entre 30 ~ 60 cm; e o tantô um comprimento de cerca de 30 cm. Cada espadachim escolhia as espadas de acordo com as suas preferências, tanto em termos de forja, quanto em termos de comprimento e curvatura da lâmina. As medidas das espadas japonesas são referenciadas em shaku (equivalente a 30 cm). Qualquer lâmina que possuir até um shaku é considerada uma tantō; se o comprimento da lâmina for entre um e dois shaku, então ela é considerada uma shotō (é a categoria da wakizashi e da kodachi); se a lâmina possuir um comprimento maior que dois shaku, então ela é considerada  uma daitō (como a katana e a tachi); e, ainda, se a lâmina tiver de quatro a cinco shaku, ela é considerada uma Masamune (katana de três punhos). Afora estes, existem muitas outras variantes de sabres japoneses. Kenjutsu, Kendo, Iaidô e Iaijutsu são as artes marciais comumente associadas ao manejo da katana.

## História

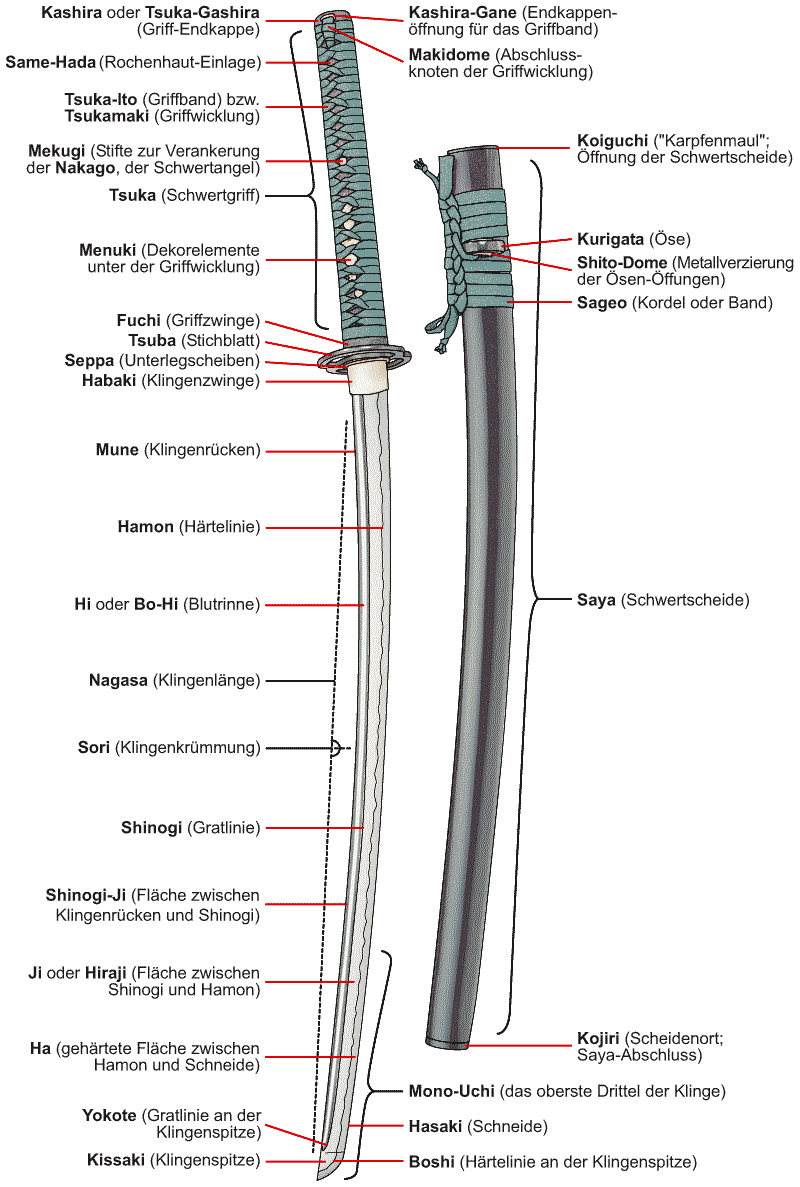
Esquema de uma katana

A espada foi a arma mais usada no Japão medieval, principalmente após sua unificação pelo Shogun Tokugawa Ieyasu (início do séc XVII), período de muitos duelos entre samurais. Tão grande era sua importância que foi declarada privilégio exclusivo da classe guerreira em 1588. "A espada é a alma do samurai", disse Tokugawa Ieyasu.
Um samurai era facilmente reconhecido pelas ruas por portar duas espadas presas ao obi, uma longa, a katana (de 60 a 102 cm), usada nas lutas em locais amplos, e uma menor, a Wakizashi (de 30 a 60 cm), para espaços fechados. O Daishô, nome dado ao conjunto, representava o estatuto máximo dos samurais, simbolizando o orgulho e emblema do guerreiro, apesar da termologia, a katana é uma lamina espiritual, distinguindo-se das espadas no Japão. Havia uma terceira arma, o Tanto, uma faca fina que ficava escondida e que era usada só em emergências.
A história da katana está ligada à história do Japão e ao desenvolvimento das técnicas de luta. Sua denominação muda conforme o período ao qual as peças pertencem.
- Jōkotō (espadas antigas, cerca de 900 EC)
- Kotō (velhas espadas de cerca de 900–1596)
- Shintō (novas espadas 1596–1780)
- Shinshintō (espadas mais novas 1781–1876)
- Gendaitō (espadas modernas 1876–1945)[12]
- Shinsakutō (espadas recentemente feitas 1953–presente)[13]

### Jokoto
Durante o período Jokoto (800 d.C.), as espadas usadas eram retas, com fio simples (a Chokuto) ou duplo (Ken) e pobremente temperadas. Não havia um desenho padrão e eram atadas à cintura por meio de cordas. Evidências históricas sugerem que elas eram jians feitas por artesãos chineses e coreanos que trabalhavam no Japão.

### Koto
A partir do período Heian (794-1185), surge o termo Nipponto ou Nihonto, que significava "espada japonesa" (nippon=japão, to=espada). A mudança no estilo de luta criou a necessidade de alteração no seu formato. Não se guerreava mais a pé, mas sim a cavalo. As espadas tornaram-se longas, curvadas, com uma base mais larga e forte e uma ponta bem fina. As espadas desta época são chamadas de Tachi e representam a categoria das antigas espadas ou Koto.
Neste período as inscrições nas espadas derivavam de motivos budistas representando a forte ligação do cuteleiro com a religião e com seu trabalho. Foi criado o método de forjar com a superfície extremamente dura e o núcleo macio.

### Periodo Kamakura
O período Kamakura (1185-1333), com o Japão sob domínio da classe guerreira, foi considerado a época de ouro da espada japonesa. Muitas espadas consideradas tesouro nacional foram produzidas neste período.

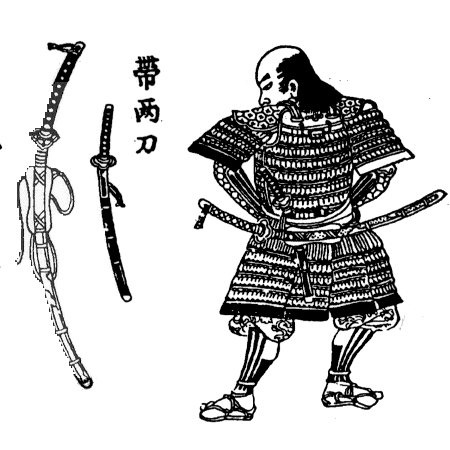
Período Edo japonês, cópia do bloco de madeira (ca 1735) de um samurai com uma tachi.

A katana (a clássica arma dos samurais) surgiu no período Muromachi. Com os feudos em guerra, enquanto os exércitos cresciam, os soldados a cavalo se tornavam mais raros e a força principal vinha daqueles que combatiam a pé. Variando entre 60 a 90 cm no comprimento e com lâmina de largura uniforme, eram mais fáceis de carregar e mais rápidas para sacar.

### Shinto
Era Edo. Iniciou-se o governo de Tokugawa e, apesar de as armas de fogo já fazerem parte do armamento dos exércitos, as espadas ainda eram produzidas e de forma ainda mais refinada, com a matéria-prima mais acessível e a troca de experiência entre os cuteleiros que passaram a viajar com os exércitos.
As espadas deste período são conhecidas como espadas novas.
Esta fase foi curta, pois com a unificação interna do Japão foi instituída uma lei proibindo o porte de espadas pelos samurais. Soma-se a isto a inflação e a queda na qualidade do aço produzido, piorando a qualidade das espadas.

## katana moderna (gendaitō)
Espadas feitas a partir da era Meiji são chamadas de espadas modernas ou Gendaito. Estas foram feitas na maior parte para os oficiais militares japoneses, para rituais e ocasiões públicas. Apesar de possuírem as mesmas formas de uma espada tradicional, não tinham as características principais do artesanato (feito a mão) e do aço não industrial.

## Descrição

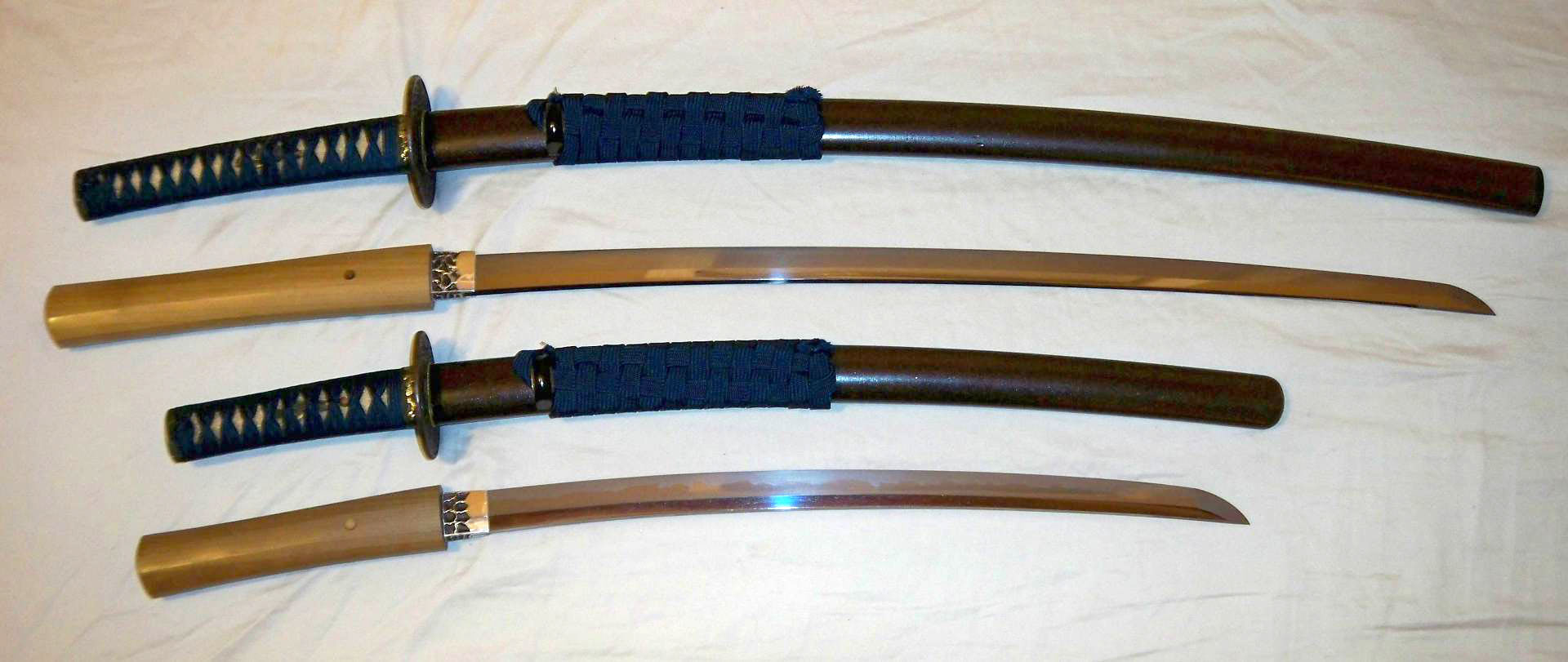
Japonês antigo (samurai) daishō, o emparelhamento tradicional de duas espadas japonesas que eram o símbolo do samurai, mostrando os casos tradicionais japoneses da espada (koshirae) e a diferença no tamanho entre a katana (parte superior) e a menor wakizashi (parte inferior).

A katana é geralmente definida com tamanho padrão, moderadamente curva (em oposição ao antigo "tachi" estilo com mais curvatura) espada japonesa com um comprimento de lâmina maior que 60 cm (23+1⁄2 polegadas). Caracteriza-se por sua lâmina curva, delgada e de um único fio com uma proteção circular ou quadrada (tsuba) e base longa para acomodar duas mãos. Historicamente tem sido associado ao samurai do Japão feudal.
Com raras exceções, katana e tachi podem ser distinguidos uns dos outros, se assinados, pelo local da assinatura (mei) na base (nakago). Em geral, o mei deveria ser esculpido no lado da espiga que ficaria afastada quando a espada fosse usada. Uma vez que um tachi estava gasto com a ponta de corte para baixo, e a katana estava desgastada com a ponta de corte, o mei ficaria em locais opostos na espiga.
Os historiadores ocidentais disseram que a katana estava entre as melhores armas de corte na história militar mundial.

## Etimologia e empréstimos
"katana" é o termo agora usado para descrever nihontō que são 2 shaku (606 mm / 23.9 in) e mais, também conhecido como "dai" ou "daitō" entre os entusiastas da espada ocidental, embora daito seja um nome genérico para qualquer espada longa.
Como japonês não possui formas separadas de plurais e singulares, tanto "katanas" como "katana" são considerados formas aceitáveis em inglês.
Pronunciado [katana], a kun'yomi (Leitura japonesa) do kanji 刀, significando originalmente dao ou faca/sabre em Chinês, a palavra foi adotada como uma palavra emprestada pela língua portuguesa.  No Português a designação (soletrado katana) significa "faca grande" ou machete.

## Galeria

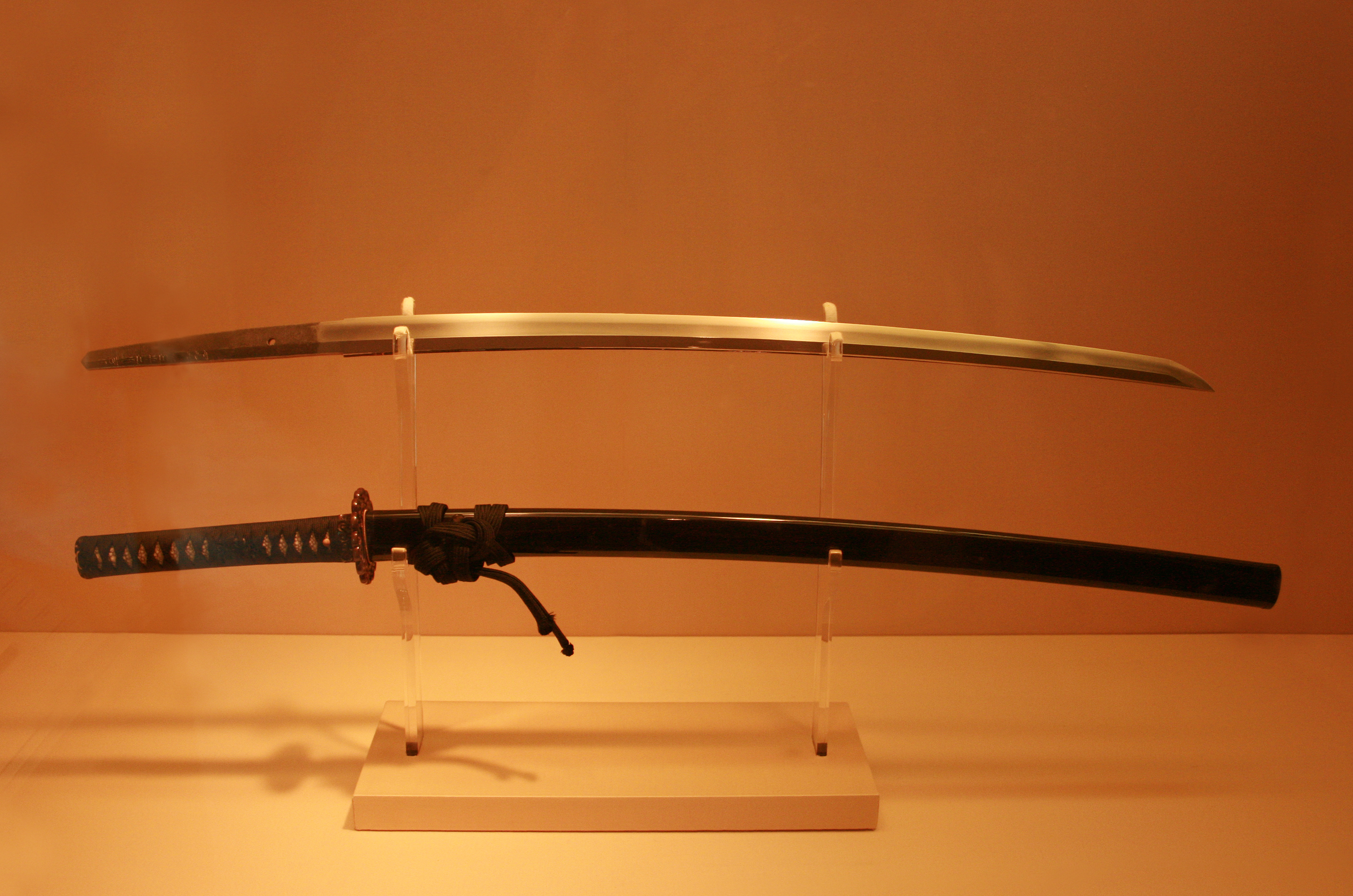
Antiga Katana japonesa (samurai), Museu de Arte Metropolitano.
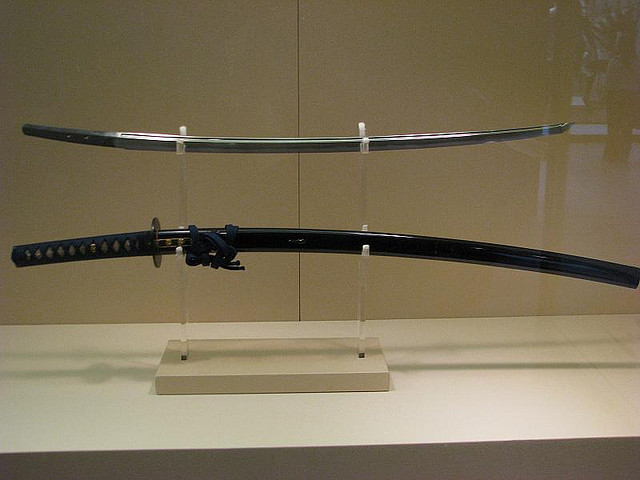
Antiga Katana japonesa (samurai), Museu de Arte Metropolitano.
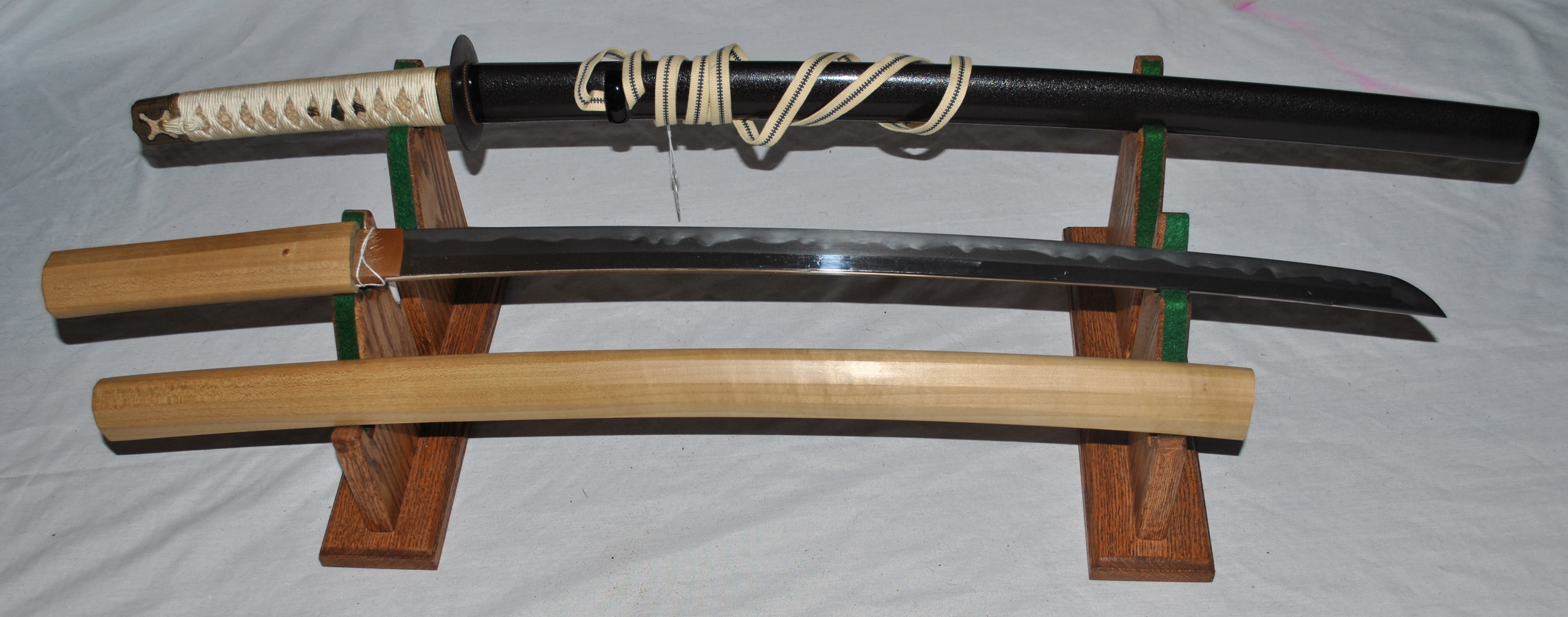
Antiga Katana japonesa (samurai) com koshirae e shirasaya, atribuído a "Sukenao", 1600.
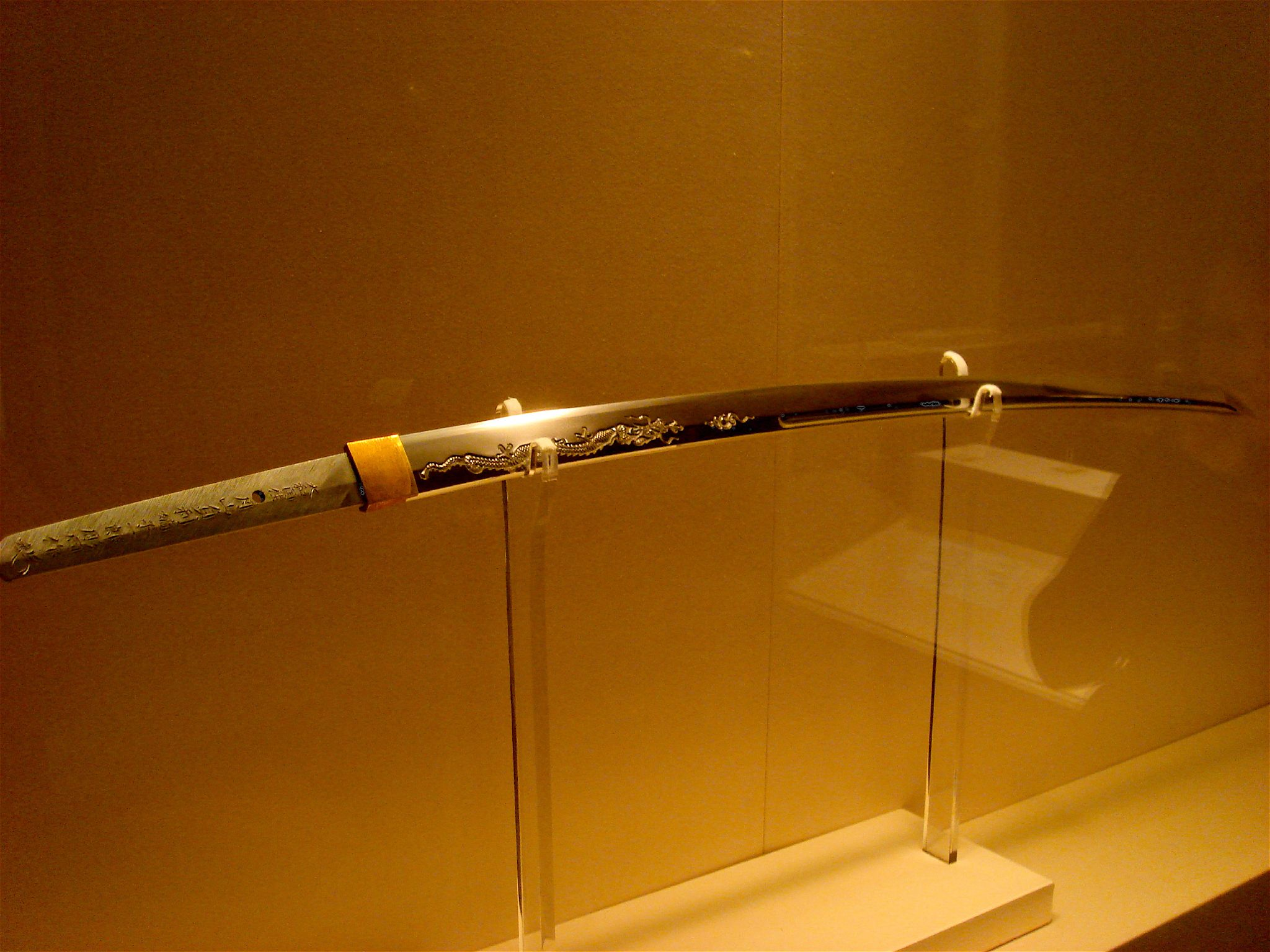
Katana japonesa mostrando um horimono (escultura da lâmina), MOMA.